# Colsa
Colsa is een geslacht van halfvleugeligen uit de familie schuimcicaden (Cercopidae). De wetenschappelijke naam van dit geslacht is voor het eerst geldig gepubliceerd in 1857 door Walker.

## Soorten
Het geslacht Colsa omvat de volgende soorten:
- Colsa cavata (Walker, 1858)
- Colsa costaestriga Walker, 1857
- Colsa kinabaluensis (Lallemand, 1932)
- Colsa krügeri (Schmidt, 1906)
- Colsa maculata (Lallemand, 1939)
- Colsa minuta (Lallemand, 1932)
- Colsa monticola Lallemand, 1949
- Colsa nigriceps Lallemand, 1949
- Colsa orientalis (Lallemand, 1939)
- Colsa sanguinea Bierman, 1910
- Colsa sumatrana (Schmidt, 1906)